# Орлов Олексій Петрович
Олексій Петрович Орлов (16 березня 1885, місто Брянськ, тепер Російська Федерація — 19 квітня 1951, місто Сердобськ Пензенської області, тепер Російська Федерація) — радянський лікар-хірург, головний лікар Сердобської районної лікарні Пензенської області. Депутат Верховної Ради СРСР 3-го скликання (в 1950—1951 роках).

## Біографія
У 1913 році закінчив медичний факультет Московського університету.
З 1913 до 1914 року працював лікарем земської лікарні міста Севська Орловської губернії. 
У 1914—1917 роках — старший лікар військового госпіталю Московського земства та військових госпіталів російської армії, учасник Першої світової війни.
З 1918 до 1919 року працював у лікувальних закладах Червоної армії.
У 1919—1922 роках — ординатор хірургічної клініки Сергія Миротворцева в місті Саратові, ординатор акушерської клініки міста Саратова, хірург та головний лікар Саратовської районної лікарні.
У 1922—1937 роках — хірург Сердобської районної лікарні. У 1937—1941 роках — головний лікар Сердобської районної лікарні Пензенської області.
У 1941—1946 роках — на медичній службі в Червоній армії: хірург, начальник хірургічного відділення в Сердобську, з 1943 до 1946 року — провідний хірург військових евакуаційних госпіталів 1441 та 1690 2-го Українського фронту. Учасник німецько-радянської війни.
З 1946 до 19 квітня 1951 року — головний лікар-хірург Сердобської районної лікарні Пензенської області.
Помер 19 квітня 1951 року після нетривалої важкої хвороби.

## Звання
- майор медичної служби

## Нагороди
- орден Леніна
- орден Червоної Зірки
- медаль «За перемогу над Німеччиною у Великій Вітчизняній війні 1941—1945 рр.»
- Заслужений лікар Російської РФСР (.09.1949)